# Batalla de Odesa
La batalla de Odesa se libró en 1941 entre la Unión Soviética y las fuerzas del Reino de Rumania, que recibió apoyo de la Alemania Nazi, durante la Operación Barbarroja en la Segunda Guerra Mundial. Lo que se esperaba que fuera un rápido ataque se convirtió en un largo asedio que duró dos meses y medio y, después de cuatro fallidas ofensivas de las tropas rumanas, las tropas soviéticas evacuaron el puerto. La invasión de las península de Crimea por parte del 11.º Ejército alemán, al mando del general Erich von Manstein, hacía insostenible la defensa de Odesa, por lo que el Alto Mando soviético ordenó la retirada al puerto de Sebastopol, retirada que se hizo de forma ordenada y con pocas bajas.
En el período del 1 de octubre al 16 de octubre de 1941 fueron evacuados de Odesa 86 000 militares, 15 000 civiles, 19 tanques y vehículos blindados, 462 cañones, 1158 vehículos, 3625 caballos y 25 000 toneladas de carga militar.
Las fuerzas del Eje tardaron 73 días de asedio y cuatro asaltos en tomar la ciudad. Las fuerzas rumanas sufrieron 93 000 bajas, mientras que las del Ejército Rojo ascendieron a unas 41 000.

## Antecedentes
El 12 de junio, el dictador rumano Ion Antonescu fue el primer aliado de Alemania que recibió la noticia de los planes de Hitler de atacar próximamente la Unión Soviética, tras el despliegue de varias divisiones en la frontera soviética a petición alemana a comienzos del mes. Antonescu expresó su deseo de participar desde el comienzo en la invasión; deseaba no solo recuperar los territorios perdidos en junio de 1940, sino participar en lo que consideraba una cruzada cristiana contra el bolchevismo infiel. Prometió por tanto una cooperación militar y económica plena con Berlín.
El 22 de junio de 1941, Rumanía entró en la guerra, al lado de Alemania y sus aliados, atacando a la Unión Soviética, sin declaración de guerra previa. Era el inicio de una guerra considerada en Rumanía «guerra santa, anticomunista, justa y nacional», que causó entusiasmo entre gran parte de la población. Rumanía quería principalmente recuperar las provincias ocupadas por los soviéticos en junio de 1940 y eliminar definitivamente cualquier amenaza soviética. Los dirigentes rumanos y la población confiaban en que la campaña fuese corta gracias a la supuesta superioridad militar alemana.
En un mes de campaña, los rumanos retomaron Besarabia y el norte de Bucovina, lo que culminaba sus principales objetivos militares. El 3.er Ejército rumano, al mando en realidad de un general alemán, tomó la antigua capital de Chernivtsi el 4 de julio. Las operaciones de recuperaciones de las provincias perdidas en 1940 habían finalizado prácticamente el 27 de julio, habiendo sufrido Rumanía cerca de veintiún mil bajas.
El 27 de julio de 1941, Hitler que veía la Alianza como una oportunidad para concentrar los recursos alemanes en la guerra más al norte, envió una carta al Conducător Ion Antonescu en el que le solicitaba su cooperación y la de sus tropas colocadas a lo largo del río Dniéster, a cambio entregaría a Rumania la administración del área comprendida entre el río Dniéster y el río Bug Meridional, una región que nunca había sido parte de Rumania. Sin embargo debido al deseo de Antonescu de borrar la humillación, que para él había supuesto la entrega a Hungría de parte de la región de Transilvania, en el Segundo arbitraje de Viena, aceptó la solicitud de Hitler el 31 de julio. El área ocupada por Rumania pasaría a llamarse Gobernación de Transnistria y su capital sería la ciudad de Odesa.
El 4.º Ejército rumano del teniente general Nicolae Ciuperca inició el avance general el 3 de agosto. El 8 de agosto se le ordenó a Ciuperca que avanzara sobre Odesa, tomándola, lo que se había considerado como una tarea sencilla. Lo que el Alto Mando de Rumanía no tuvo en cuenta fueron las fortificaciones en Odesa, además, fallaron al no pronosticar que Odesa nunca podría ser completamente aislada gracias a la flota del mar Negro.

## Fuerzas en combate

### Unión Soviética
Las líneas de defensa de la ciudad estaban bien preparadas y consistían en puestos de tiro fortificados, trincheras y barreras blindadas y de infantería.  La zona más adelantada de la primera línea de defensa (un perímetro de 80 kilómetros de longitud y 3,5 de ancho) discurría por las localidades más próximas a Odesa. Su trazado incluía 32 distritos de defensa de batallones, puntos de apoyo para compañías y pelotones, y puestos de tiro para artillería y morteros. El 10 de agosto había unos 256 de estos puestos con tierra reforzada, ladrillo y hormigón armado, así mismo había 1500 obras de excavación para distintos fines, las cuales estaban conectadas entre sí por un complejo entramado de trincheras y pasos de comunicación largos y sinuosos. Las trincheras tenían un profundidad de un metro y medio y estaban reforzados con tablones en las paredes. También había búnkeres cubiertos con tres capas de troncos gruesos. Las planicies de las estepas del mar Negro tenían un entramado de fosos antitanques de hasta siete metros de ancho por tres de profundidad. Frente a las posiciones de combate había campos de minas y amplias zonas con hileras de postes unidos por alambre liso o de espino.
La primera línea de defensa y la más externa recorría Odesa durante 25 a 30 kilómetros y tenían 80 kilómetros de largo. La segunda o línea media se construyó a unos 6-8 kilómetros de la ciudad y tenía 35 kilómetros de largo. La tercera y última línea defensiva se encontraba dentro de la misma ciudad. La guarnición de la «Fortaleza de Odesa» constaba inicialmente de 34.500 soldados y voluntarios. Agrupados en el Ejército Costero Independiente dirigido por el teniente general Georgi Sofronov, dicho ejército comprendía la 25.º División de Fusileros «Chapayevskaya», la 95.ª División de Fusileros y la 9.ª División de Caballería, las dos últimas ya habían tomado parte en batallas anteriores contra el 4.º Ejército rumano. Además, la defensa incluía un regimiento de soldados del NKVD. Hacia finales de septiembre, Odesa había sido reforzada por mar, con un total de entre 100 000 y 120 000 soldados o voluntarios militares que participaron en su defensa.
La Flota del Mar Negro y la VVS también participaron activamente en la batalla. No hubo mucha artillería disponible para los defensores de Odesa, pero los buques de guerra estacionados cerca de la costa proporcionaron apoyo de artillería pesada a las fuerzas terrestres. Además, se utilizaron fuerzas especiales como paracaidistas e infantes de marina en los contraataques.

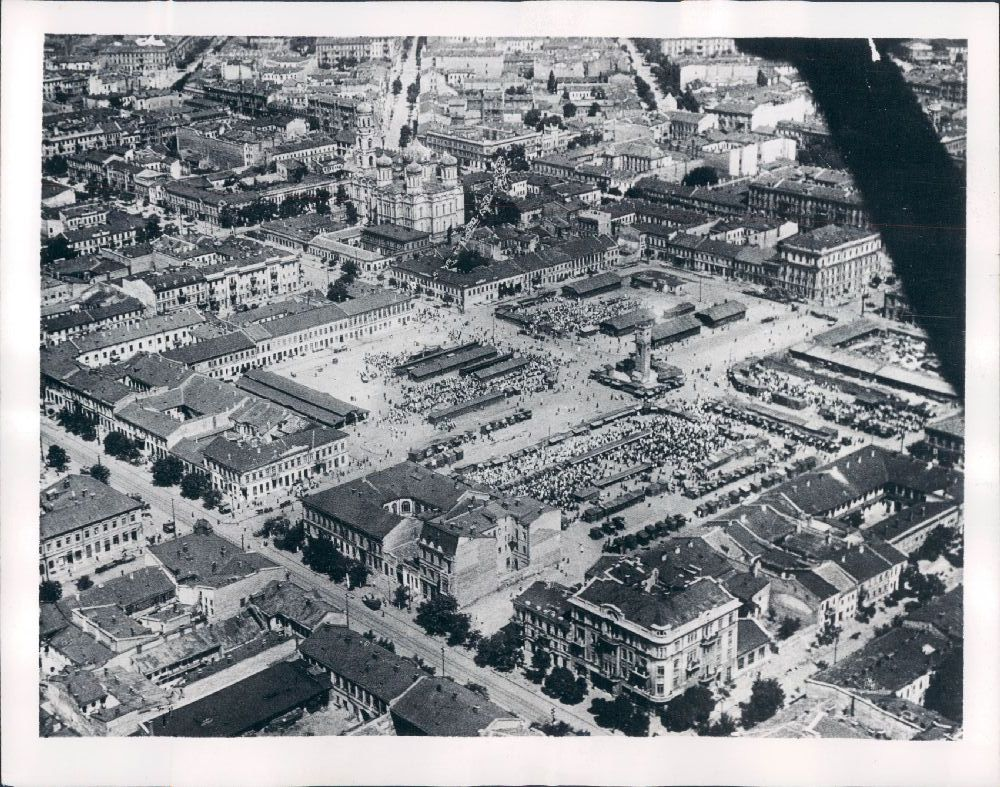
Vista aérea de Odesa a finales de la década de 1930. La zona de la plaza del antiguo bazar, donde se realizaban ferias agrícolas.

### Fuerzas del Eje
La operación rumana para ocupar Odesa comenzó el 10 de agosto de 1941, cuando la 1.ª División Blindada rumana, que estaba a la vanguardia del ataque del 4.º Ejército rumano liderado por el teniente general Nicolae Ciupercă, se enfrentó a la primera línea de defensa de Odesa. Los atacantes creían que los defensores se rendirían fácilmente, ya que en ese momento la fuerza del ejército rumano era de once divisiones, un total de 160 000 hombres, mientras que el número de hombres en la defensa era casi cinco veces menor. Un total de dieciocho divisiones rumanas participaron en la batalla. Además, partes del 11.º Ejército alemán participaron en los combates en varias etapas mientras continuaba el asedio. Estos incluían dos regimientos de infantería, un regimiento de ingenieros de asalto, un batallón de ingenieros de asalto, un batallón de asalto, dos regimientos de artillería pesada y cinco baterías de artillería pesada.
El grupo de combate aéreo de la Fuerza Aérea rumana GAL (Gruparea Aeriana de Lupta en rumano) estaba formado por cinco unidades de vuelo de bombardeo y cuatro unidades de vuelo de combate, así como varias flotas de observación y reconocimiento. Durante los combates, volaron un total de 5524 vuelos de combate y arrojaron 1249 toneladas de bombas. Los Regimientos de Bombardeo de la Luftwaffe 27 (KG 27) y 51 (KG 51) y el Regimiento de Combate 77 (JG 77) participaron inicialmente en bombardeos y combate aéreo.

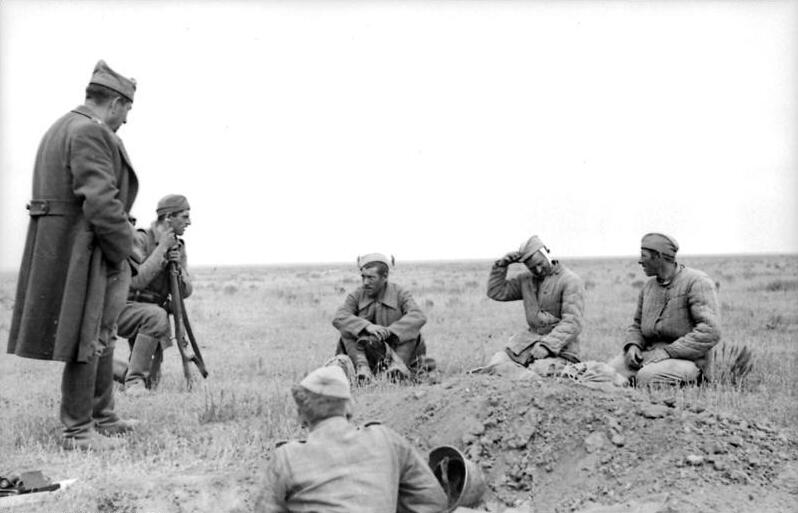
Soldados rumanos con prisioneros soviéticos, junio de 1942.

## Ofensivas rumanas

### Primera ofensiva
Inicialmente todo salió como se había planeado, y para el 10 de agosto, las fuerzas de Rumania ya habían penetrado la primera línea defensiva soviética. El rápido avance rumano fue frenado por Antonescu a mediados de agosto, cuando el cerco ya se había cerrado, para dar tiempo a las unidades de retaguardia para que alcanzaran el frente.
Una ofensiva lanzada el 16 de agosto permitió la toma del suburbio de Bieláyevka, de donde se suministraba agua a la ciudad, el día siguiente. Sin embargo las bajas habían sido altas en ambos bandos y Antonescu expresó su preocupación de que los soviéticos no renunciarían a Odesa fácilmente. Para el 24 de agosto, el 4.º Ejército rumano había sufrido 5329 muertos, 18 600 heridos y 3378 desaparecidos.

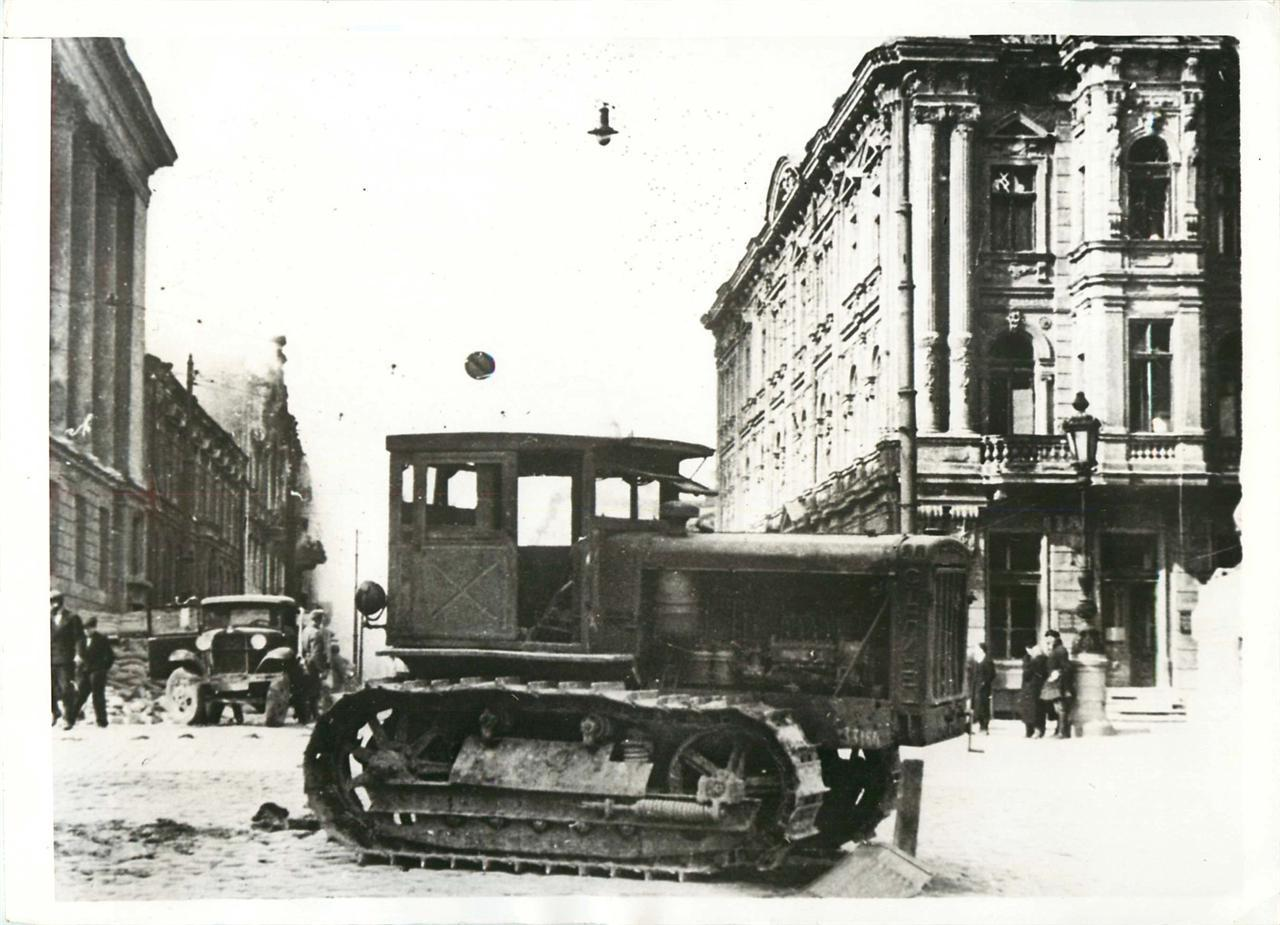
Vista de la calle Lanzheronovskaya en los primeros días después de que las tropas rumanas entraran en Odesa.

### Segunda ofensiva

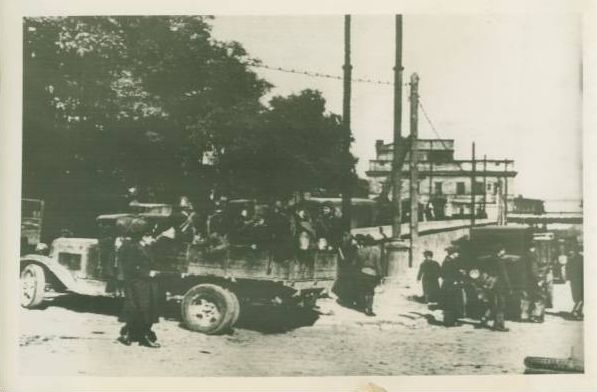
Tropas rumanas en Odesa después del sitio

Al estancarse la ofensiva por los contraataques soviéticos, se planeó otra contraofensiva para el 28 de agosto. Esta vez se realizarían dos ataques frontales contra la segunda línea de defensa soviética. Sin embargo, después de avanzar unos cientos de metros, la ofensiva se estancó de nuevo, y al día siguiente los soviéticos contraatacaron, aunque la mayoría de las unidades rumanas fueron capaces de mantener sus posiciones. Entre el 30 y el 31 de agosto se intentó reanudar la ofensiva rumana sin mayores resultados. 
A inicios de septiembre, el teniente general Ciuperca le sugirió al mariscal Ion Antonescu que le permitiera realizar un ataque desde el oeste de Odesa, ya que aseguraba que la infraestructura defensiva era débil allí. Pero Antonescu se negó, asegurando que los soviéticos lograrían detener un asalto en una sola dirección, además dejaría expuestas otras unidades del 4.º Ejército en otras zonas del cerco. La ofensiva fue suspendida el 6 de septiembre y no se reanudó hasta el 10 de septiembre, al no obtenerse ningún avance importante. En este punto los refuerzos habían incrementado el número de tropas asaltantes hasta los 200 000 soldados. Los soviéticos también habían recibido refuerzos pero de menor entidad, unos 15 350 soldados y oficiales.

### Tercera ofensiva
Los conflictos entre Antonescu y Ciuperca motivarían a que el último fuera reemplazado por el teniente general Iosif Jacobici el 9 de septiembre, el cual había aceptado cumplir las órdenes del Alto Mando de Rumanía sin protestar. No obstante, inmediatamente empezó a solicitar suspender la ofensiva del 10 de septiembre por dos días. 
Si bien la tercera ofensiva empezó a arrojar resultados mejores a las ofensivas anteriores, la fuerte resistencia soviética motivó a que las municiones se agotarán rápidamente y la nueva ofensiva tuvo que suspenderse. El 16 de septiembre se reanudaron los combates, y aunque 3000 soldados soviéticos fueron capturados, 12.600 soldados de relevo llegaron ese mismo día por mar. Esperando que esta ofensiva acabaría con la resistencia en Odesa, el mariscal Antonescu y el brigadier general Alexandru Ioanitiu, jefe del Estado Mayor rumano, acudieron el 17 de septiembre a observar la ofensiva. Sin embargo, justo después de que el avión Fieseler Fi 156 Storch, en el que viajaban los altos oficiales rumanos, aterrizara en un aeropuerto en Baden, cerca de Odesa, Ioanițiu murió en un extraño accidente, golpeado por la hélice del avión.
La ofensiva rumana fue decepcionante de nuevo, y aunque se logró capturar más territorio que en las dos ofensivas anteriores, un desembarco anfibio soviético aisló una división rumana y causó estragos a lo largo del frente, obligando a que el cuerpo de artillería que estaba bombardeando el puerto se retirara. En esta ofensiva se tomaron 4946 prisioneros de guerra, pero la falta de municiones y el cansancio extremo de los soldados motivó que se detuviera el asalto hasta la llegada de nuevos refuerzos.

### Cuarta ofensiva

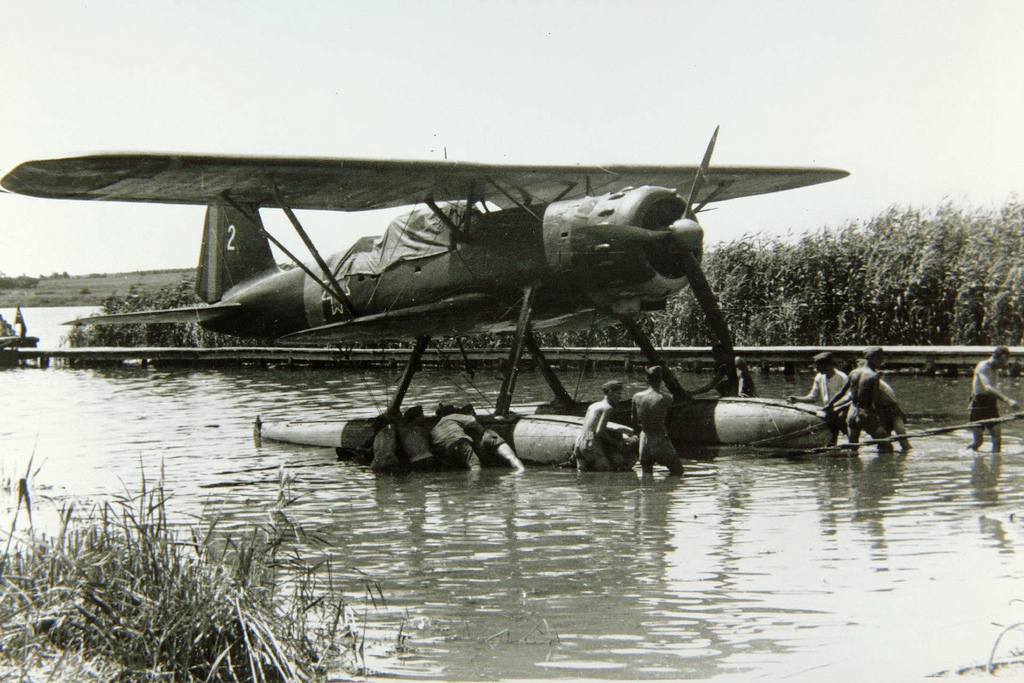
Hidroavión Heinkel he 114 rumano durante la batalla de Odesa

Sin embargo, a pesar de que las fuerzas rumanas terrestres habían ganado terreno en los últimos días, la derrota soviética ocurriría por dos eventos separados: días antes la fuerza aérea rumana había destruido el depósito de combustible de Odesa, esta pérdida fue amplificada ya que el general alemán Erich von Manstein logró irrumpir en Crimea el 29 de septiembre, haciendo peligrar el suministro de Odesa desde Sebastopol. Por esta razón, el Alto Mando soviético (Stavka) ordenó evacuar el puerto soviético el 6 de octubre, si bien luego postergó la evacuación para el 14 de octubre. 
Un ataque soviético de diversión entre el 2 y el 4 de octubre permitió que 86 000 personas fueran evacuadas. Al percatarse de que los soviéticos estaban abandonando Odesa, Iacobici inició otra ofensiva, en parte con tropas de relevo, esta vez desde todos los frentes con todas las tropas disponibles. 
Desde el 14 de octubre se inició la evacuación, que no pasó desapercibida a los rumanos, lo que motivó que se intensificaran la cantidad de patrullas aéreas. El 16 de octubre, a las 10:30h, patrullas de vanguardia llegaron a Odesa abandonada por las tropas soviéticas. A las 16:00 horas el puerto fue capturado, y esa misma noche la poca resistencia que quedaba fue aniquilada. La ciudad quedó en gran parte con un puerto destruido y una población civil que era aproximadamente la mitad del tamaño de la población de antes de la batalla.

## Consecuencias

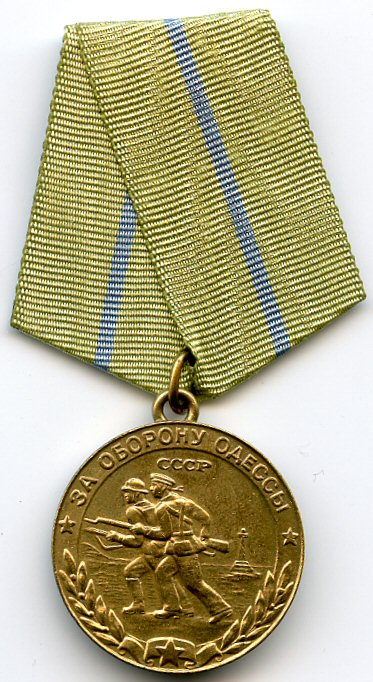
38 000 soldados y oficiales soviéticos recibieron la Medalla por la Defensa de Odesa el 22 de diciembre de 1942.

El 4.º Ejército rumano de 340 223 hombres, sufrió 92 545 bajas (aunque otras fuentes hablan de 98 160 bajas) durante toda la batalla. También perdió 19 tanques, 90 piezas de artillería, 115 morteros, 956 ametralladoras ligeras, 336 ametralladoras pesadas y 10 250 rifles. Las fuerzas aéreas de Rumanía habían arrojado 1249 toneladas de bombas. 151 aviones soviéticos fueron derribados según los rumanos, perdiendo ellos 20.
Las pérdidas totales de la Unión Soviética fueron 41 268 bajas: 16 578 muertos y desaparecidos, y 24 690 heridos. Sin embargo, del 1 a 16 de octubre lograron evacuar a Crimea 86 000 militares y 15 000 civiles, 19 tanques y vehículos blindados, 462 cañones, 1158 vehículos, 3625 caballos y 25 000 toneladas de carga militar de Odesa.
La Batalla de Odesa, que las potencias del Eje esperaban que terminaran a finales de agosto a más tardar, ralentizó significativamente el avance de Alemania y sus aliados hacia la Unión Soviética. Las pérdidas sufridas por la 1.ª División Blindada rumana significaron que los alemanes carecían del apoyo blindado planeado a medida que avanzaban hacia Sebastopol. En general, el 4.º Ejército perdió su poder como ejército ofensivo durante el resto de Barbarroja y no pudo participar en el asedio de Sebastopol. La tarea quedó en manos del 11.º Ejército alemán, que estaba previsto trasladar al norte para participar en el Sitio de Leningrado. En cambio, la exitosa evacuación de la guarnición de Odesa para apoyar la defensa de Sebastopol ató al 11.º Ejército a una batalla de asedio de ocho meses.
La reconquista de Besarabia y Bucovina del Norte en la operación München y la posterior victoria en Odesa llevaron a una desmovilización parcial del ejército rumano, que se redujo en tamaño de casi 900.000 efectivos el 1 de octubre a 465 000 el 1 de enero de 1942. Políticamente, la presencia de Las tropas rumanas en Odesa y el establecimiento de la gobernación de Transnistria llevaron a un deterioro de la situación internacional de Rumanía, con los británicos declarando la guerra a Rumanía el 6 de diciembre, y el 12 de diciembre Rumanía declaró la guerra a los Estados Unidos en solidaridad con Alemania y Japón.
Casi inmediatamente después de la captura de Odesa, comenzó en la ciudad la masacre de los soldados capturados del Ejército Rojo, los restantes comunistas, judíos y gitanos, matando de 25 000 a 34 000 personas en el área.
El 22 de octubre, una bomba explotó en el cuartel general del ejército rumano y mató a Ioan Glogojeanu, comandante militar de la ciudad, y a otros 67 oficiales alemanes y rumanos. Utilizando el incidente como excusa, las unidades del ejército rumano reunieron a 19 000 judíos en una plaza pública en la zona del puerto y fusilaron a muchos de ellos. Rociaron a otros con gasolina y los quemaron vivos. Al menos otros 20 000 judíos fueron reunidos en la cárcel local y luego llevados al pueblo de Dalnik. Allí, los rumanos dispararon a algunos de los judíos y encerraron a otros en almacenes que luego prendieron fuego. Las tropas rumanas dispararon y mataron a cualquier judío que intentara escapar del fuego. Durante el período 1941-1944, unas 250 000 personas, entre judíos, gitanos y antifascistas fueron asesinados por las tropas de ocupación rumanas en las regiones de Besarabia y Transnistria.

## Conmemoración

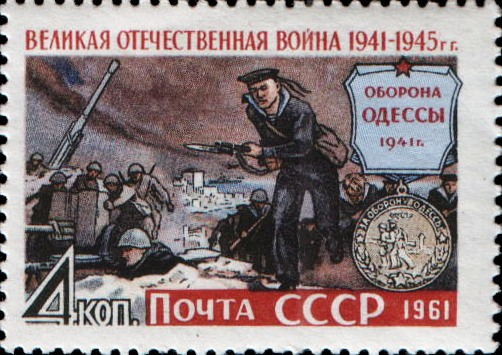
Sello de correos soviético de 1961 con motivo del 20.º aniversario de la defensa de Odesa

Odesa fue una de las primeras cuatro ciudades soviéticas en recibir el título de «Ciudad Heroica» el 1 de mayo de 1945, siendo las otras Leningrado, Stalingrado y Sebastopol. El Museo de la Heroica Defensa de Odesa (Monumento en la 411.º Batería Costera) se inauguró el día del 30.º aniversario de la victoria sobre la Alemania nazi, el 9 de mayo de 1975. Muy cerca también se encuentra el Museo de la Gloria Partisana en las catacumbas de Odesa. El museo subterráneo conmemora el movimiento partisano en la región de Odesa.
El 10 de febrero de 1942, el Presídium del Sóviet Supremo de la Unión Soviética emitió un decreto otorgando órdenes y medallas a varios cientos de participantes en la defensa de Odesa. Por decreto del Presídium del Sóviet Supremo de la URSS del 22 de diciembre de 1942, se estableció la Medalla por la Defensa de Odesa, que se otorgó a todos los participantes en la defensa de la ciudad: militares del Ejército Rojo, la Armada y las tropas de la NKVD, así como los civiles que estuvieron directamente involucrados en la defensa de Odesa del 5 de agosto al 16 de octubre de 1941.